# 近江令
近江令（おうみりょう）は、日本の飛鳥時代（天智天皇の治世）に制定されたとされる法令体系。全22巻。古代日本政府による最初の律令法典に位置づけられるが、原本は現存せず、存在を裏付ける史料にとぼしいことから、存在説と非存在説の間で激しい論争が続いている。両説とも、律が制定されなかったという点では、ほぼ見解が一致している。

## 存在説と非存在説
存在説の根拠は、「天智天皇の命令により藤原鎌足が天智7年（668年）に律令を編纂した」（『藤氏家伝』大織冠伝）及び「天智元年に令22巻を制定した。これが『近江朝廷之令』である」（『弘仁格式』序）の2つの記事である。当時は天智天皇のもとで政治体制の近代化が進められ、中国の諸制度の積極的な導入が行われており、その根幹となる律令（近江令）が当然に定められたはずと見るのが存在説である。存在説の立場では、近江令は律令制導入へ至る先駆的かつ重要な法令であり、後の飛鳥浄御原令や大宝律令へ影響を与えたとしている。
しかし、『藤氏家伝』も『弘仁格式』も後世（8～9世紀）に編纂されたものであり、正史の『日本書紀』には近江令制定の記事はない。しかし、天智9年(670年)条「朝庭の礼儀と行路の相避ることを宣う」とある。これは令とともに礼を撰述させたのである。天智10年(671年)に「冠位・法度の事を宣い行い給う」とある。また、『弘仁格式』は、天智天皇系の皇統を重視した記述となっているため、天智天皇の業績をより大きく評価したものであると理解できる。これが非存在説の根拠である。ただし、非存在説はいくつかの立場に分かれている。まったく令は存在しなかったとする説、天智期に制定された諸法令を総称して、後代に近江令と呼んだとする説、完全ではないがある程度の令が編纂されたとする説、ほぼ完全な形に近い令が編纂されたが施行は一部にとどまったとする説、などである。非存在説の主張は、律令制構築への動きについて、天智天皇よりも天武天皇の影響力の大きさを重視する傾向が強い。

## 近江朝廷
667年に天智天皇（当時中大兄皇子）は宮都を飛鳥から近江大津（近江宮）へ遷し、668年には即位し天智天皇となり、新たな政治体制を発足させた。この政治体制を近江朝廷（おうみちょうてい）という。近江朝廷が668年に制定した法令なので『近江朝廷之令』または『近江令』と呼ばれるようになった。
天智10年(671年)、大友皇子を太政大臣、蘇我赤兄・中臣金を左右大臣、蘇我果安以下三人を御史大夫とした。これが近江令の官制である。新しく太政大臣を置いている。御史大夫は、新しい官名で、後の納言の前身で、大化前代以来、大臣・大連の下にあった国政参議官、大夫の制を官制化したもの。
なお、近江朝廷が滅亡した672年（壬申の乱）に近江令が廃止されたとする意見がある。